# Get Lifted
Get Lifted es el álbum de debut de John Legend, lanzado el 28 de diciembre de 2004 por G.O.O.D. Music.
El álbum también ha sido editado en formato DualDisc.

## Lista de canciones
| N.º | Título                                                                                  | Duración |  |
| 1.  | «Prelude (John Stephens)»                                                               | 0:44     |  |
| 2.  | «Let's Get Lifted (J. Stephens, Kanye West, R. Shobin)»                                 | 3:37     |  |
| 3.  | «Used to Love U (J. Stephens, K. West)»                                                 | 3:30     |  |
| 4.  | «Alright (J. Stephens, K. West)»                                                        | 3:20     |  |
| 5.  | «She Don't Have to Know (J. Stephens, William Adams, S. Stewart)»                       | 4:52     |  |
| 6.  | «Number One (J. Stephens, K. West, C. Mayfield)» (featuring Kanye West)                 | 3:18     |  |
| 7.  | «I Can Change (J. Stephens, Dave Tozer)» (featuring Snoop Dogg)                         | 5:01     |  |
| 8.  | «Ordinary People (J. Stephens, W. Adams)»                                               | 4:41     |  |
| 9.  | «Stay with You (J. Stephens, D. Tozer)»                                                 | 3:49     |  |
| 10. | «Let's Get Lifted Again (J. Stephens, D. Tozer)»                                        | 2:18     |  |
| 11. | «So High (J. Stephens, D. Harris, P. Cho, L. Ware, Pam Sawyer)»                         | 5:07     |  |
| 12. | «Refuge (When It's Cold Outside) (J. Stephens, D. Harris, P. Cho)»                      | 4:13     |  |
| 13. | «It Don't Have to Change (J. Stephens, D. Tozer)» (featuring the Stephens Family)       | 3:23     |  |
| 14. | «Live It Up (J. Stephens, D. Harris, Tarrey Torae, A. Hester)» (featuring Miri Ben-Ari) | 4:35     |  |

## Listas
| Lista(2004)                       | Mejor posición |
| --------------------------------- | -------------- |
| Australia (ARIA)                  | 36             |
| Bélgica (Ultratop valona)         | 43             |
| Dinamarca (Hitlisten)             | 33             |
| Países Bajos (Album Top 100)      | 5              |
| Francia (SNEP)                    | 53             |
| Irlanda (IRMA)                    | 42             |
| Italia (FIMI)                     | 17             |
| Nueva Zelanda (Recorded Music NZ) | 35             |
| Noruega (VG-lista)                | 1              |
| Suecia (Sverigetopplistan)        | 2              |
| Suiza (Schweizer Hitparade)       | 65             |
| Reino Unido (UK Albums Chart)     | 12             |
| Reino Unido (UK R&B Albums)       | 2              |
| Estados Unidos (Billboard 200)    | 4              |

### Anuales
| Lista(2005)     | Posición |
| --------------- | -------- |
| UK Albums (OCC) | 61       |

## Certificaciones
| País              | Certificación | Ventas  |
| ----------------- | ------------- | ------- |
| Estados Unidos    | 2× Platino    | 2100000 |
| Reino Unido (BPI) | Platino       | 490 199 |